# Tandil (partido)
Tandil är en partido i Argentina.   Den ligger i provinsen Buenos Aires, i den sydöstra delen av landet, 300 km söder om huvudstaden Buenos Aires. Antalet invånare är 108 109.
Runt Tandil är det i huvudsak tätbebyggt. Runt Tandil är det ganska glesbefolkat, med 23 invånare per kvadratkilometer.